# ОЕлС «Sarmat»
«Sarmat» — корабельна оптико-електронна система управління вогнем артилерії малого і середнього калібру призначена для спостереження за надводною та береговою обстановкою, управління стрільбою артилерії малого і середнього калібру (23…76 мм) по повітряним, надводним і береговим цілям.
Розроблена Державним підприємством «Науково-дослідний інститут „Квант“» (Київ).

## Призначення
Система забезпечує:
- отримання цілевказання від загальнокорабельної РЛС або за заданими даними;
- ручне захоплення і автоматичне супроводження цілей за кутовими координатами і дальністю;
- вимірювання кутових координат і дальності до супроводжуваної цілі;
- інерційний супровід цілі за екстрапольованими координатами;
- прийом поточних координат цілі в палубній системі координат і перетворення в стабілізовану земну;
- визначення параметрів руху цілі;
- забезпечення метеорологічної та балістичної підготовки стрільби;
- рішення задачі зустрічі снаряду з ціллю та обчислення параметрів наведення гармати (повних кутів горизонтального і вертикального наведення);
- облік коректур стрільби;
- отримання даних і відображення інформації, що супроводжує стрільбу;
- автономний ручний пошук цілей (повітряних, надводних, берегових) в заданому секторі;
- вибір режимів стрільби та облік витрачених боєприпасів;
- автоматизований контроль у роботі та контроль загальної працездатності системи з індикацією інформації про несправні пристрої на екрані відеомонітору;
- тренування оператора з бойового використання системи.

## Тактико-технічні характеристики
- Середньоквадратична похибка вироблення повних кутів наведення гармати в горизонтальній і вертикальній площинах: не більше 1,5-2,0
- Середньоквадратична похибка визначення координат супроводжуваної цілі:
  - кутових координат, мрад: не більше 0,2
  - дальності, м: не більше 5
- Робочі сектори в палубній системі координат:
  - за курсовим кутом, град.: ±175
  - за кутом місця, град.: -20 — +85
- Робочий час системи (від моменту захоплення на автосупровід до готовності на початок стрільби), с: не більше 3
- Швидкість перенацілення:
  - за курсовим кутом, град/с: 70
  - за кутом місця, град/с: 50
- Поле зору оптико-електронних датчиків:
  - телевізійної камери:
    - вузьке поле зору, по горизонталі: 1°27'
    - вузьке поле зору, по вертикалі: 1°5'
    - широке поле зору, по горизонталі: 28°31'
    - широке поле зору, по вертикалі: 21°23'

  - тепловізійної камери:
    - вузьке поле зору, по горизонталі: 2,5°
    - вузьке поле зору, по вертикалі: 1,67°
    - широке поле зору, по горизонталі: 12°
    - широке поле зору, по вертикалі: 8°
- Дальність захоплення на автосупровід літака при метеорологічній дальності видимості ≥ 25 км:
  - телевізійним каналом, км: не менше 12
  - тепловізійним каналом, км: не менше 10
- Маса системи без ЗІП, кг: 416
  - з них маса оптико-електронного приладу, кг: 217
- Споживана потужність, кВт: 2

## Використання

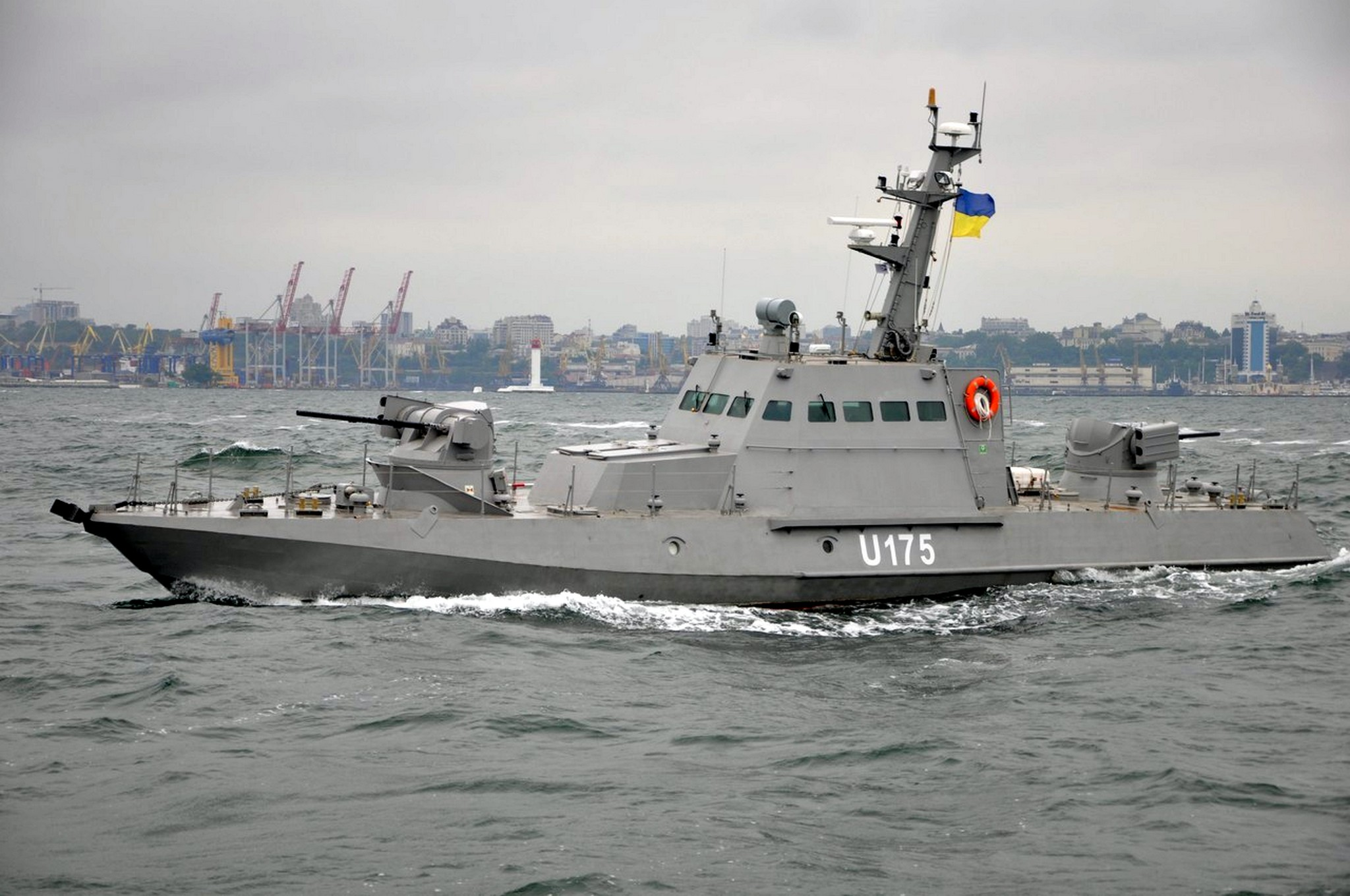
Катер «Гюрза-М» на випробуваннях поблизу Одеси

Встановлюється на кораблі та катери різного призначення, в тому числі на малі броньовані артилерійські катери проекту 58155, шифр «МБАК» («Гюрза-М»).